# كفر حانوت القبلي
كفر حانوت القبلي إحدى قرى مركز زفتى التابع لمحافظة الغربية بجمهورية مصر العربية. تكون الكفر في في سنة 1906 وعرف باسم القبلي تمييزا له عن كفر حانوت البحري.

## السكان
بلغ عدد سكان كفر حانوت القبلي 3505 نسمة حسب تقدير عام 2018.
| السنة  | 1907 | 1960 | 1976 | 1986 | 1996 | 2006  | 2018 |
| ------ | ---- | ---- | ---- | ---- | ---- | ----- | ---- |
| القرية | 662  | 760  | 1212 | 1735 | 2202 | 2,580 | 3505 |